# Lubbock Renegades
Die Lubbock Renegades waren ein Arena-Football-Team aus Lubbock (Texas), das in der af2 spielte. Ihre Heimspiele trugen die Renegades im City Bank Coliseum aus.

## Geschichte
Die Renegades wurden 2006 gegründet und nahmen den Spielbetrieb zur Saison 2007 in der af2 auf.
In der ersten Saison wurden drei ehemalige, mehr oder weniger erfolgreiche NFL-Spieler, Joey Hawkins, Preston Hartfield und David Terrell, verpflichtet. Das erste Spiel wurde am 6. April 2007 gegen die Amarillo Dusters ausgetragen und mit 26:61 verloren. Die Playoffs wurden am Ende der Saison verpasst.
In der Folgesaison wurde zwar mit neun Siegen und sieben Niederlagen die Postseason erreicht, scheiterte aber gleich in der ersten Runde an den Bossier-Shreveport Battle Wings.
Nach der Saison 2007 wurden die Renegades aufgelöst. Grund dafür waren die zurückgehenden Zuschauerzahlen und fehlende Käufer für das Franchise. Lubbock scheint es generell schwer zu haben professionelle Franchises in der Stadt halten zu können. Schon in der Vergangenheit lösten sich bereits die Lubbock Cotton Kings im Eishockey, die Lubbock Gunslingers im Indoor Football und die Lubbock Crickets im Baseball nach teilweise nur wenigen Jahren auf.

## Saisonstatistiken
| Jahr | Team              | Liga | S | N | Playoffs erreicht | Playoffrunde                                             |
| ---- | ----------------- | ---- | - | - | ----------------- | -------------------------------------------------------- |
| 2007 | Lubbock Renegades | af2  | 7 | 9 | nein              |                                                          |
| 2008 | Lubbock Renegades | af2  | 9 | 7 | nein              | N Achtelfinale gg. Bossier-Shreveport Battle Wings 61:77 |

## Zuschauerentwicklung
| Jahr | Team              | Liga | Zuschauerdurchschnitt |
| ---- | ----------------- | ---- | --------------------- |
| 2007 | Lubbock Renegades | af2  | 3.156                 |
| 2008 | Lubbock Renegades | af2  | 2.868                 |